# 金原基
金原基（韓語：김원기，1962年1月6日—2017年7月27日），韩国男子摔跤运动员。他曾代表韩国参加1984年夏季奥林匹克运动会摔跤比赛，获得男子古典式羽量级金牌。他于2017年7月因心脏病去世。